# 天鷹教
天鷹教是金庸小說《倚天屠龍記》下的一個虛构教派。

## 教派簡介
在《倚天屠龍記》一書中，天鷹教的創始人是原屬明教法王「白眉鷹王」的殷天正。
導因是明教教主陽頂天失蹤，引發領導層爭權內訌，殷天正憤而出走，創立天鷹教。
雖說殷天正已是脫離明教之人，但天鷹教和明教仍有密不可分的關係。殷天正本是明教四大法王之一，當明教有難(武林各大派圍攻光明頂)，天鷹教在殷天正帶領下，立刻赴中土明教總壇，全力救援明教，以化解滅教危機。
隨後，天鷹教再度歸返明教，並在明教新教主張無忌領導下，齊力推動反元大業。

## 教眾
- 教主：殷天正
- 內三堂：
  - 天微堂：殷野王:殷天正之子。
  - 紫微堂：殷素素:殷天正之女，後嫁給張翠山生下張無忌。
  - 天市堂：李天垣:殷天正的師弟。
- 外五壇：
  - 朱雀壇：常金鵬:臂力過人，善用鐵西瓜，不但武功惊人，而且阴险毒辣、工于心计，死於謝遜之手。
  - 玄武壇：白龜壽:內功精深，是謝遜獅子吼下唯一神智清醒者，因此招到追殺。
  - 白虎壇：高山王
  - 青龍壇：程嘲風
  - 神蛇壇：封弓影:三十六柄飞刀神技驰名江湖，出手既快且准，每柄飞刀均是高手匠人以精钢所铸，薄如柳叶，锋锐无比，对手若见他飞刀飞来而以兵刃挡架，往往兵刃便给削断。